# ORβIT 1st ONLINE FANMEETING 「to EαRTH」
『ORβIT 1st ONLINE FANMEETING 「to EαRTH」』（オルビット ファースト オンライン ファンミーティング トゥ アース）は、2021年7月3日に開催された日韓合同ダンスボーカルグループORβIT初のファンクラブ限定オンラインファンミーティング、および同イベントを収録した映像作品。

## 概要
2021年7月に開催されたORβIT初のファンミーティング、およびその模様を収録した映像作品である。ORβITは2020年2月のグループ結成以降、新型コロナウイルス感染症の世界的流行に伴う日本および韓国の入国制限措置および韓国人メンバーの兵役未了に伴う海外渡航制限により長期間メンバーがほとんど合流できず、日韓に分かれて活動することを余儀なくされており、本イベントが結成から約1年5か月を経て初めてファンにパフォーマンスを披露する機会となった。本イベントでは、韓国のスタジオと日本のライブハウスをオンラインでつなぎ、日本側で出演した古家正亨MCによるトークコーナーを挟みつつ、アコースティックギター、キーボード、カホンなどを中心としたバックバンドの生演奏を取り入れながら、日韓で一緒に歌唱を行った。

## 出演
韓国
YOUNGHOON、HEECHO、YOONDONG
日本
JUNE、TOMO、SHUNYA、YUGO
MC
古家正亨

## 日程・会場
| 公演日             | 開演時間 | 配信プラットフォーム |
| ------------------ | -------- | -------------------- |
| 2021年7月3日（土） | 19:00    | STREAKS              |

## セットリスト
括弧内は歌唱者。
1. Bloom（全出演者）
  - デビューアルバム『00』収録曲
2. MOONCRYSTALPOWER（YOUNGHOON、HEECHO、YOONDONG）
  - デビューアルバム『00』収録曲
3. みずたまり。（YUGO）
  - デビューアルバム『00』収録曲
4. Flor Lunar（TOMO）
  - 1stミニアルバム『Enchant』収録曲
5. 君へ（YOUNGHOON、HEECHO、YOONDONG）
  - デビューアルバム『00』収録曲
6. Double 20 ～ Show Off（JUNE）
  - デビューアルバム『00』収録曲
7. Crazy Love（JUNE、TOMO、SHUNYA、YUGO）
  - デビューアルバム『00』収録曲
8. Show Off（YOUNGHOON、HEECHO、YOONDONG）
  - デビューアルバム『00』収録曲
9. Lazurite（全出演者）
  - デビューアルバム『00』収録曲

## 映像作品
2021年10月27日に、『ONLINE FANMEETING 「to EαRTH」』のタイトルで、FC限定盤（完全受注生産）と通常盤（初回生産分のみ販売）のBlu-ray Discが発売された。

### 公式
- ORβIT公式サイト
- Present Label『ONLINE FANMEETING 「to EαRTH」』Blu-ray情報
- ORβIT公式YouTubeチャンネル